# پاول بیلت
پاول بیلت (انگلیسی: Paul Bildt؛ ۱۹ مهٔ ۱۸۸۵ – ۲۵ نوامبر ۱۹۶۷) هنرپیشه اهل آلمان بود. از فیلم‌های او می‌توان به قلعه اشباح اشاره نمود.

## فیلم ها
- روح زندانی (1917)
- شاهزاده خانم بی طرف (1917)
- گناه لاوینیا مورلند (1920)
- مردگان زنده (1919)
- رز برند (1919)
- ماجراجویی یک شب توپ (1918)
- سنگ های قیمتی (1918)
- راهبه و هارلکین (1918)
- رسیدن به ستاره ها (1955)
- آسمان بدون ستاره (1955)
- پسری بدون خانه (1955)
- مینیاتور گمشده (1954)
- فرشته با شمشیر شعله ور (1954)
- تا زمانی که تو نزدیک من هستی (1953)
- زن قوی تر (1953)
- آیا باید طلاق بگیریم؟ (1953)
- بدون عشق بزرگتر (1952)
- همه سرنخ‌ها به برلین منتهی می‌شوند (1952)
- وسوسه بزرگ (1952)
- پدر به یک زن نیاز دارد (1952)
- قلب سنگ (1950)
- شورای خدایان (1950)
- رویا نبین، آنت (1949)
- کت بیور (1949)
- ماجرای بلوم (1948)
- حقیقت را بگو (1946)
- کولبرگ (1945)
- اوفرگانگ (1944)
- عشق بزرگ (1942)
- با چشمان یک زن (1942)
- حمله به باکو (1942)
- فریدمان باخ (1941)
- دختری از فانو (1941)
- دختر در پذیرایی (1940)
- خانم دکتر ما (1940)
- بهشت کارشناسی (1939)
- کلاه لگهورن (1939)
- زن بدون گذشته (1939)
- چه کسی مادلین را می بوسد؟ (1939)
- رابرت کخ (1939)
- قدم غلط (1939)
- دوازده دقیقه بعد از نیمه شب (1939)
- هشدار در ایستگاه III (1939)
- فرماندار (1939)
- ایوت (1938)
- آنا فاوتی (1938)
- همه دروغ ها (1938)
- دوربرگردان کارل خوش تیپ (1938)
- من و تو (1938)
- توسط یک نخ ابریشمی (1938)
- پرونده دروگا (1938)
- مادام بواری (1937)
- مردی که شرلوک هلمز بود (1937)
- به سواحل جدید (1937)
- سیگنال در شب (1937)
- دونوگو تونکا (1936)
- مسکو- شانگهای (1936)
- شهر آناتول (1936)
- ویکتوریا (1935)
- ویلیام تل (1934)
- تئا رولند (1932)
- جبهه نامرئی (1932)
- دریفوس (1930)
- دیگری (1930)
- پرینز لوئیس فردیناند (1927)
- پوتسدام (1927)
- خواهر ورونیکا (1927)
- شکار وحشی لوتزو (1927)
- دختری با پنج صفر (1927)
- کودکان بی اهمیت (1926)
- مردم با یکدیگر (1926)
- زاغه‌های برلین (1925)
- هانسیتیک ها (1925)
- سرنوشت (1925)
- مرد فروتن و خوانندز (1925)
- اجسام آسمانی ما (1925)
- هنرمند زندگی (1925)
- دکتر ویسلیزنوس (1924)
- زیارت عشق (1923)
- یک زن، یک حیوان، یک الماس (1923)
- فردریش شیلر (1923)
- بتکده (1923)
- خانم و آرایشگرش (1922)
- قلعه جن زده (1921)
- لیدی همیلتون (1921)
- خانه در خیابان اژدها (1921)
- زنان پاریسی (1921)
- طاعون طلایی (1921)
- فیگورهای شب (1920)

- زندانی (1920)